# Призвание апостола Матфея
«Призвание апостола Матфея» (итал. La Vocazione di san Matteo) — картина выдающегося итальянского живописца Микеланджело Меризи да Караваджо, выполненная им для капеллы Контарелли (La cappella Contarelli) римской церкви Сан-Луиджи-дей-Франчези в 1599—1600 годах.

## История создания
В 1565 году французский кардинал Матьё Куантрель (под итальянским именем Маттео Контарелли) устроил в церкви фамильную капеллу, но вскоре умер и капеллу унаследовал Вирджилио Крещенци, который, в свою очередь, поручил художественное оформление живописцу кавалеру д’Арпино: Джузеппе Чезари, с которым Караваджо сотрудничал во время его первого пребывания в Риме. Чезари писал фрески свода, но, занятый другими заказами, не закончил их и оставил работы своему ученику Караваджо, который и прославил церковь своими произведениями.
Из-за опасений, что к Юбилейному году католической церкви капелла так и не будет оформлена, и учитывая недовольство французского посла Филиппа де Бетюна, Вирджилио Крешенци 25 июня 1599 года заключил контракт с Караваджо на написание картин маслом на холсте со сценами из жизни Святого Матфея за 400 скудо. Первая картина «Призвание апостола Матфея» накануне праздника Рождества была доставлена в церковь из дворца Навичелла, где располагалась тогда мастерская художника. Произведение Караваджо считается одной из самых значительных картин на редко встречающийся в изобразительном искусстве евангельский сюжет о призвании Матфея.

## Сюжет
Согласно Евангелию, Иисус увидел мытаря Левия (Матфея) у ворот Капернаума и призвал его на апостольское служение: «Иисус увидел человека, сидящего у сбора пошлин, по имени Матфея, и говорит ему: следуй за Мною. И он встал и последовал за Ним» Мф. 9:9. Однако, вопреки евангельскому тексту, Караваджо трактовал сюжет как прозаическую сцену из современной жизни. В тени за столом обычной полутёмной таверны идёт подсчёт дневной выручки мытаря Левия, ему помогает старик с лорнетом. Охранники, вооружённые молодые люди, одетые элегантно по последней моде, повернули головы в сторону вновь прибывших. Из всех присутствующих лишь Левий понял, кто стоит перед ним. В изумлении он вопросительно указывает на себя, ожидая подтверждения.

## Композиция и иконография картины
Караваджо изобразил сцену, продемонстрировав своё искусство в применении светотени, так называемого тенеброзо. По определению С. М. Даниэля «Композиция „Призвания“ является совершенно зрелым воплощением художественного метода Караваджо». Художник живописными средствами выстроил эмоционально сильную драматургию важного события. Картина расположена на боковой, левой стене капеллы и приближающийся к ней видит всю композицию в сильном ракурсе, который совпадает с повелительным жестом руки Иисуса и дополнительно подчёркивается лучом света, по диагонали пересекающим картину и как ножом разрезающим полутёмное пространство итальянской таверны, в которой по воле художника совершается действие. «Диагональ светового потока вместе с указующими перстами трёх рук (Христа, апостола Петра и самого Матфея) концентрирует внимание на главном герое изображения… Действие света равносильно действию слова».
Размер картины значительный: самое замечательное в ней то, что, вопреки очевидной театральности сцены и даже некоторой надуманности композиции, итальянский мастер обнаруживает тенденцию к зрительному преобразованию пространства посредством света и тени. Поток света, падающий с той стороны, где стоят Иисус и апостол Пётр направляет взгляд зрителя, заставляя его читать сцену против потока света: слева направо. Это создает особое напряжение. Фигуру Иисуса почти полностью закрывает Пётр — лишь голова с тонким нимбом и рука ярко выделены на тёмном фоне. «Светотень, доведённая до предельной выразительности, становится у Караваджо важнейшим композиционным фактором».
Несмотря на демонстративный натурализм живописи и максимальную приближенность фигур к зрителю (постоянный приём в творчестве художника) многое в этой картине остается загадочным. Согласно канонической интерпретации, физический луч света символизирует свет веры, ворвавшийся в суетный, тщеславный мир Левия Матфея. В отличие от произведений маньеристов того времени, изобразительный язык Караваджо ясен и неподготовленному зрителю, и именно это создало огромную популярность его картинам.
«Эффект присутствия» при жизни Караваджо усиливался узнаваемостью персонажей. «Многое в этой комнате, — писал Б. Р. Виппер, — было знакомо друзьям художника по его мастерской — и окно с тяжёлыми ставнями, и кресло с изогнутыми ручками, и скамейка, повторяющиеся в различных картинах мастера. Кое-кого из этих друзей и мы можем попытаться угадать. Прежде всего, в облике Христа мы узнаём черты самого художника, а в юноше, сидящем спиной к зрителю, — молодого болонского живописца Лионелло Спада, горячего адепта Караваджо, который часто служил мастеру моделью. Нельзя ли пойти дальше и предположить, что в образе Матфея запечатлены черты закадычного друга Караваджо и его постоянного сообщника во всякого рода бесчинствах — рыжебородого архитектора Онорио Лунги — и что старик в бархатном камзоле с лорнетом — это антиквар Валентино, первым открывший талант мастера?».
Другие историки искусства отождествляют Святого Матфея с молодым человеком во главе стола. Однако такую гипотезу считает маловероятной Роберто Филиппетти, профессор кафедры «Иконологии и христианской иконографии» Европейского университета в Риме. При этом отмечается, что Христос и Пётр изображены исторически верно, задрапированными в хитон, а жесты персонажей подсмотрены художником в «Тайной вечере» Леонардо да Винчи. Но вся обстановка конечно-же указывает на то, что Караваджо был завсегдатаем «трактиров в трущобах» (bassifondi). Жест Христа (который есть не что иное, как зеркальное отражение протянутой руки в знаменитой сцене Сотворения Адама — Христос есть «новый Адам»! — фрески плафона Сикстинской капеллы Микеланджело, которую Караваджо наверняка имел возможность изучать и ценить.

## Другие произведения на сюжет «Призвание апостола Матфея»
- Бернардо Строцци. 1620.  Художественный музей, Вустер (Массачусетс).
- Хендрик Тербрюгген. 1621. Муниципальный музей, Утрехт.
- Гвидо Коньяччи. Около 1635—1645.  Городской музей, Римини.
- Хуан де Пареха. 1661. Прадо, Мадрид.